# 제2회 세자르상
제2회 세자르상의 시상식에 관한 내용이다. 1976년 최고의 프랑스 영화에 수여되는 시상식으로 1977년 2월 19일 파리 살레 플레옐(Salle Pleyel)에서 열렸다. 이 행사는 리노 벤투라가 사회를 맡았고 피에르 체르니아(Pierre Tchernia)가 2년 연속 사회를 맡았다. 고독한 추적이 최우수 영화상을 수상했다.

## 수상 및 후보

### 작품상
- 고독한 추적 - 조셉 로지 수상
- 테넌트 - 피에르 구프로이

### 외국어영화상
- 뻐꾸기 둥지 위로 날아간 새 - 밀로스 포먼

## 같이 보기
- 제49회 아카데미상
- 제30회 영국 아카데미 영화상